# Shoshenq VI
Shoshenq VI là một pharaon thuộc Vương triều thứ 23 trong lịch sử Ai Cập cổ đại. Ông là người kế vị trực tiếp của pharaon Pedubast I, dựa theo những dòng văn tự được khắc trên bức tượng của Người ghi chép của Pharaon Hor IX. Ông có lẽ cai trị vào khoảng năm 800 đến 794 TCN.
Những ấn bản trước năm 1993 đều nhầm lẫn Shoshenq VI là Shoshenq IV. Cũng vì vậy mà trong bảng niên đại các vua thời Chuyển tiếp thứ 3 của mình, Kenneth Kitchen đã đánh số IV cho vua Shoshenq VI, nhưng sau đó đã thay thế một vị vua có tên Hedjkheperre Shoshenq vào vị trí IV, và được tất cả các nhà Ai Cập học ngày nay chấp nhận (xem Shoshenq IV).

## Trị vì

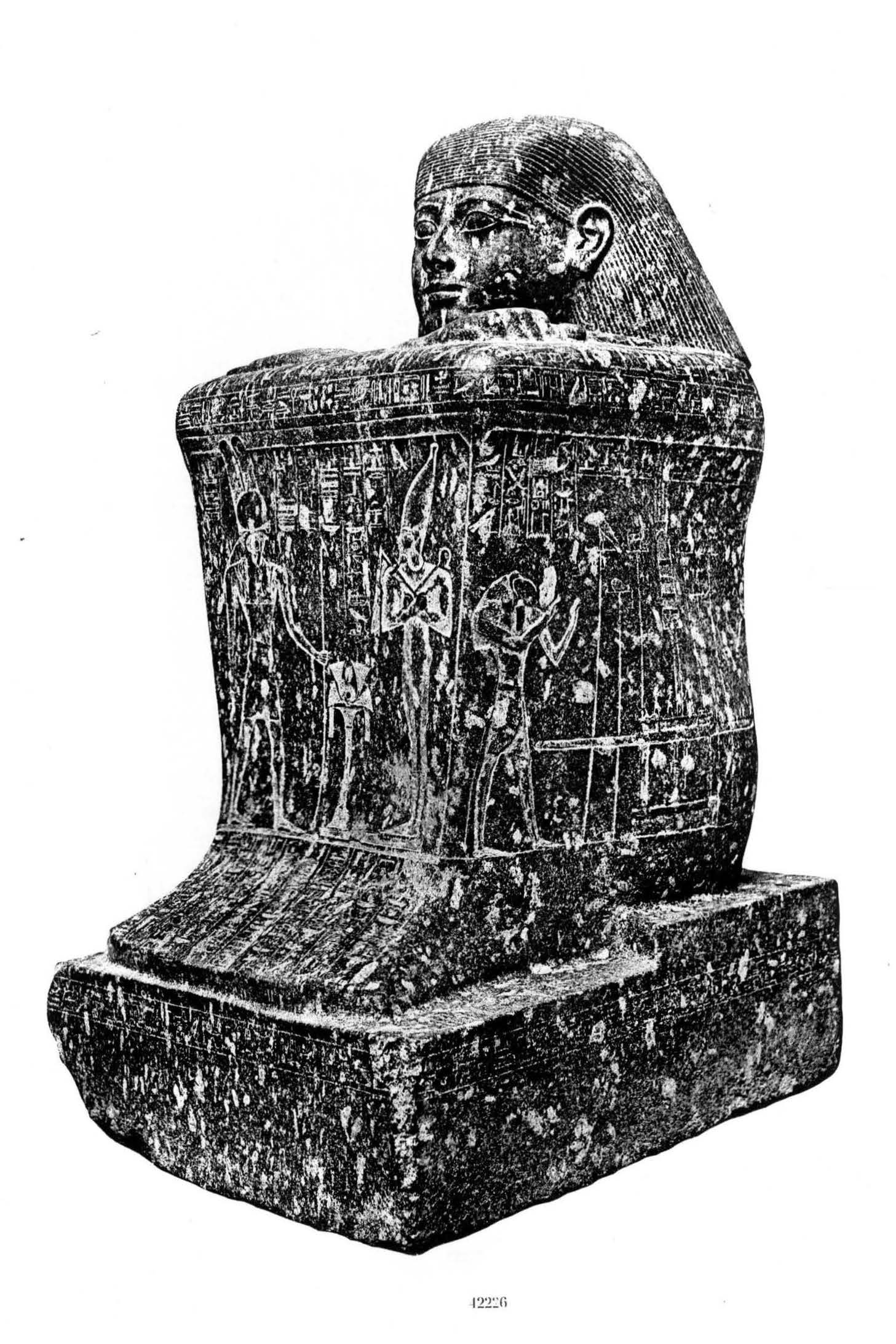
Tượng ngồi của Hor IX (CG 42226)

Năm thứ tư của Shoshenq VI được chứng thực qua một dòng chữ khắc trên mái đền thờ thần Montu tại Karnak, trong khi năm thứ 6 lại xuất hiện trong "Văn khắc mực nước sông Nin" số 25. Shoshenq VI có thể là con của Pedubast I, mặc dù thân thế của ông vẫn chưa rõ ràng.
Shoshenq sau đó đã bị đánh bại vào năm thứ 39 của vua Shoshenq III bởi Osorkon III. Và cũng trong năm này, Osorkon III đã tuyên bố rằng, ông và người em trai, tướng Bakenptah của Herakleopolis, đã chinh phục hoàn toàn Thebes và lật đổ mọi kẻ thù chống lại mình, theo "Văn khắc mực nước sông Nin" số 7. Không rõ kết cục của Shoshenq VI sau đó vì ông không được đề cập tới.